# Ophiozonella confusa
Ophiozonella confusa är en ormstjärneart som beskrevs av Jean Baptiste François René Koehler 1930. Ophiozonella confusa ingår i släktet Ophiozonella och familjen Ophiolepididae. Inga underarter finns listade i Catalogue of Life.